# Нова Михайловка (Салаватський район)
Нова Миха́йловка (рос. Новая Михайловка, башк. Яңы Михайловка) — присілок у складі Салаватського району Башкортостану, Росія. Входить до складу Малоязівської сільської ради.
Населення — 7 осіб (2010; 14 в 2002).
Національний склад:
- татари — 36 %
- башкири — 29 %
- росіяни — 28 %

Стара назва — Новомихайловка.